# Онучин овраг
Ону́чин овра́г — малая река в районе Раменки Западного административного округа Москвы, правый приток Раменки. Своё название получила от антропонима Онуча, который происходит от слова «онучи» — портянки.  

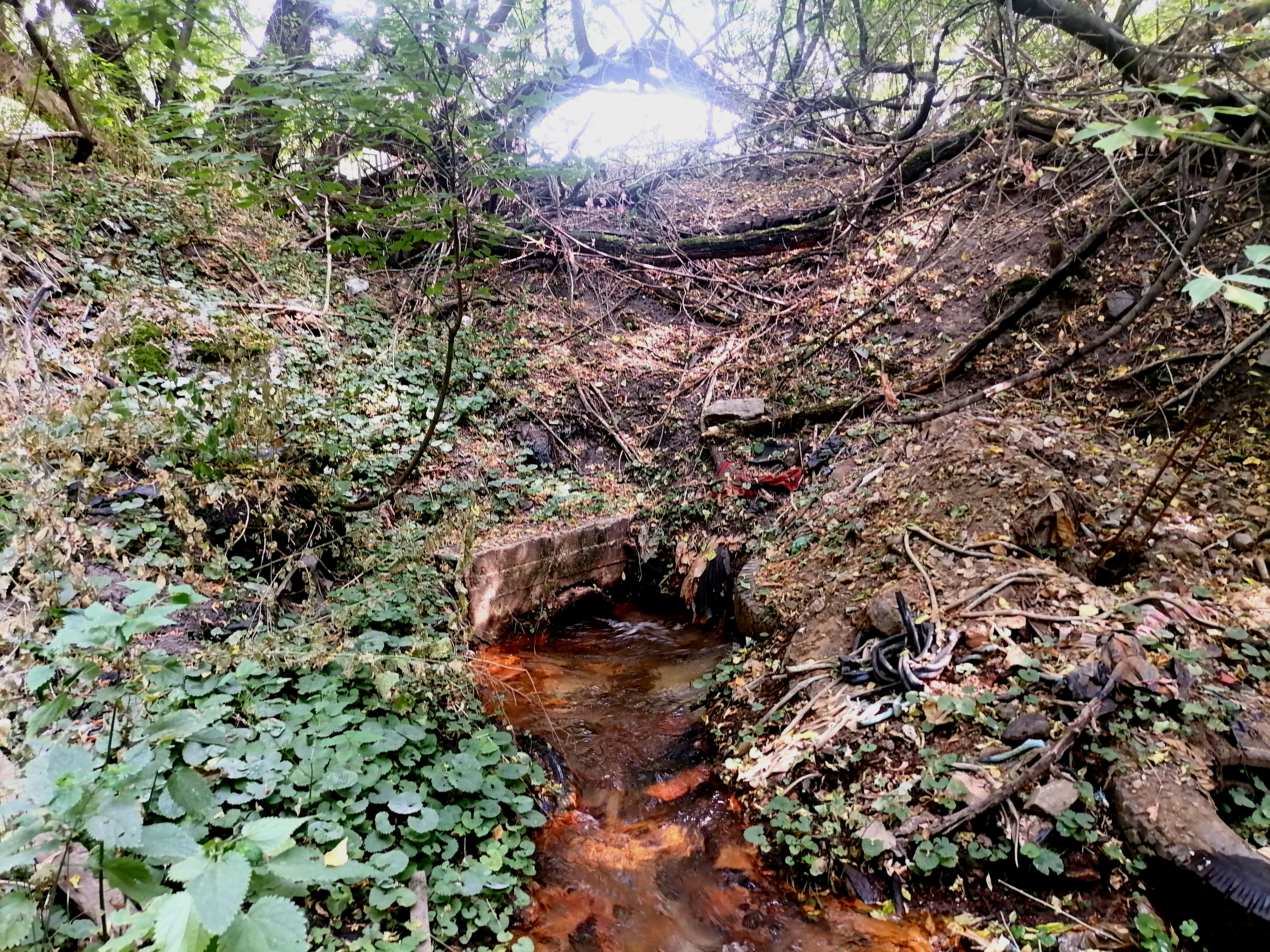
Исток ручья

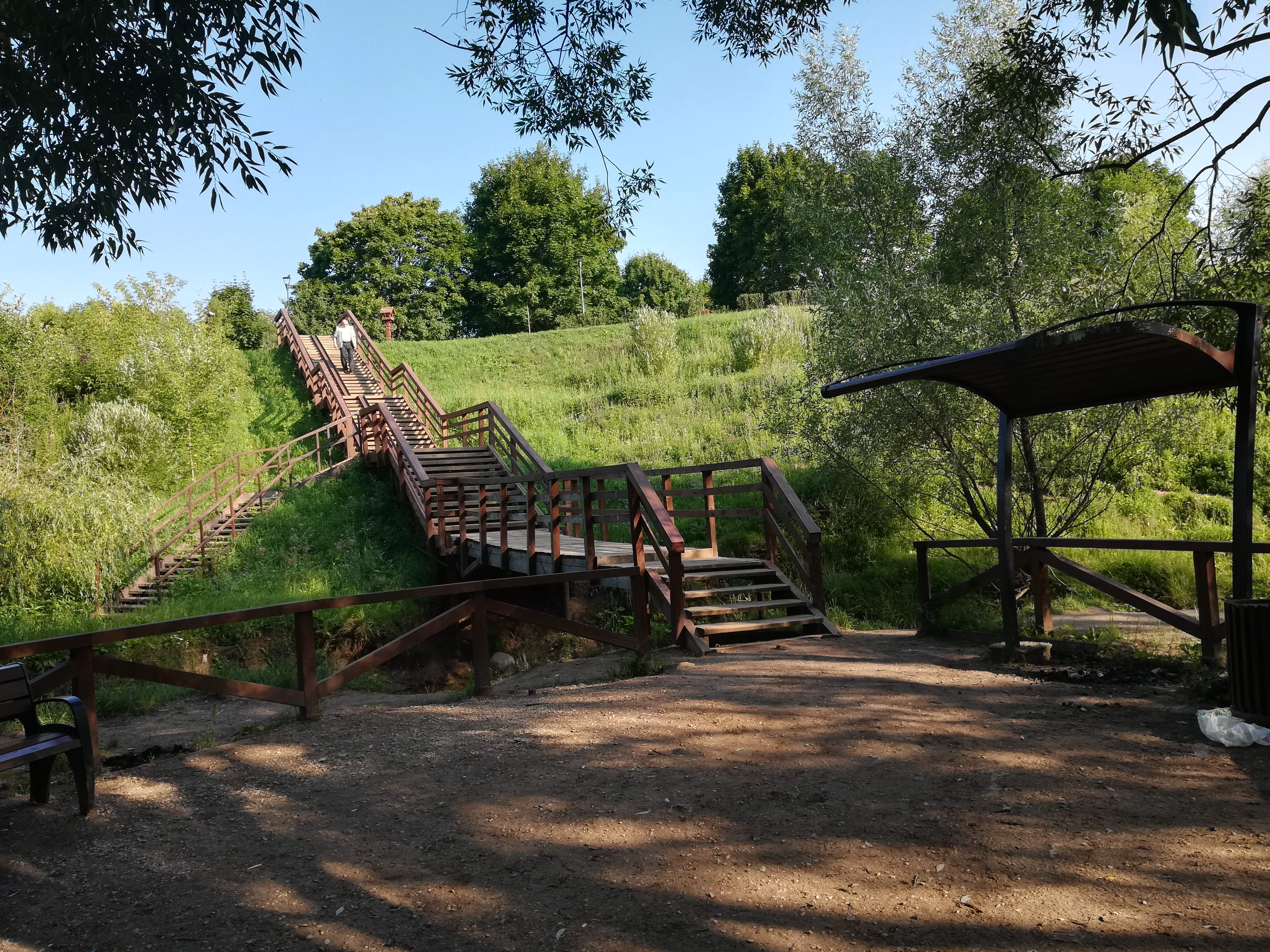
«Народный мост» через Раменку

Длина составляет 1,5 км. Постоянный водоток сохраняется в низовьях на протяжении 400 метров, на остальном участке русло реки заключено в подземный коллектор. Исток расположен на главном холме Воробьёвых гор рядом с Московским государственным университетом. Питание ручья происходит за счёт сточных вод и воды искусственного происхождения. Онучин овраг соединяется с руслом Раменки примерно в 250 м ниже устья Рогачёвки у «Народного моста».